# سیلویو کارلوس دی اولیویرا
سیلویو کارلوس دی اولیویرا (به پرتغالی: Silvio Carlos de Oliveira) مهاجم اهل برزیل است که در شهر Mandaguari و در تاریخ ۱ فوریهٔ ۱۹۸۵ به دنیا آمده‌است.
سیلویو کارلوس دی اولیویرا در تیم‌های فوتبال سانتوس سابقهٔ حضور دارد.